# دنیس تو

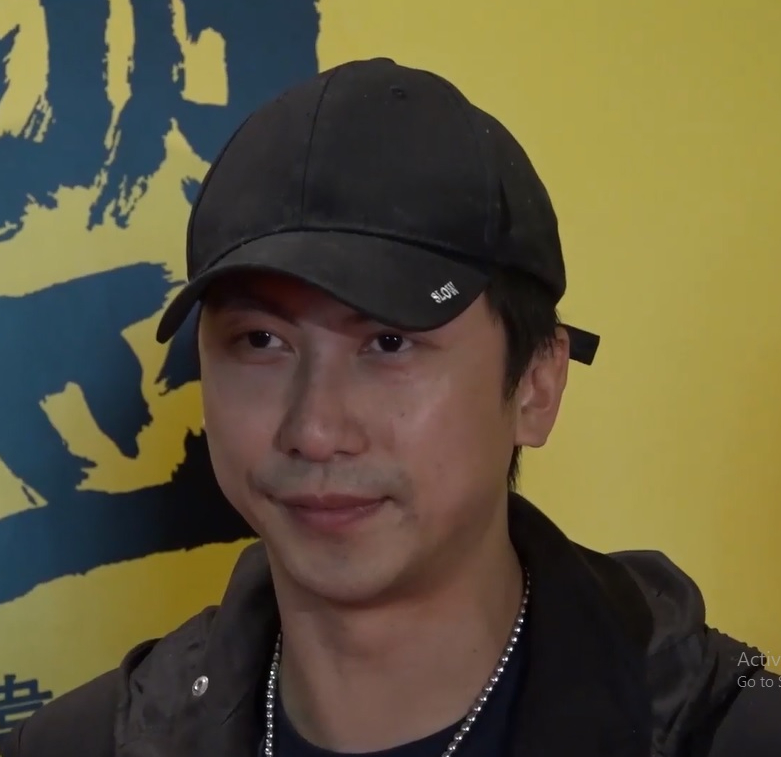
دنیس تو در سال ۲۰۱۸

دنیس تو (انگلیسی: Dennis To؛ زادهٔ ۱ ژانویهٔ ۱۹۸۱) بازیگر و رزمی کار اهل هنگ کنگ است. وی در رقابت‌های ووشو در بازی‌های آسیایی ۲۰۰۲ مدال نقره دریافت کرد.
از فیلم‌ها یا برنامه‌های تلویزیونی که وی در آن نقش داشته است، می‌توان به ۱۹۱۱، زن دلاور دریاچه آئینه و ایپ من ۲ اشاره کرد.این بازیگر در سریال ایپ من نقشی عالی داشت